# Xylographus perforatus
Xylographus perforatus es una especie de coleóptero de la familia Ciidae.

## Distribución geográfica
Habita en Zanzíbar (Tanzania).